# T Ceti

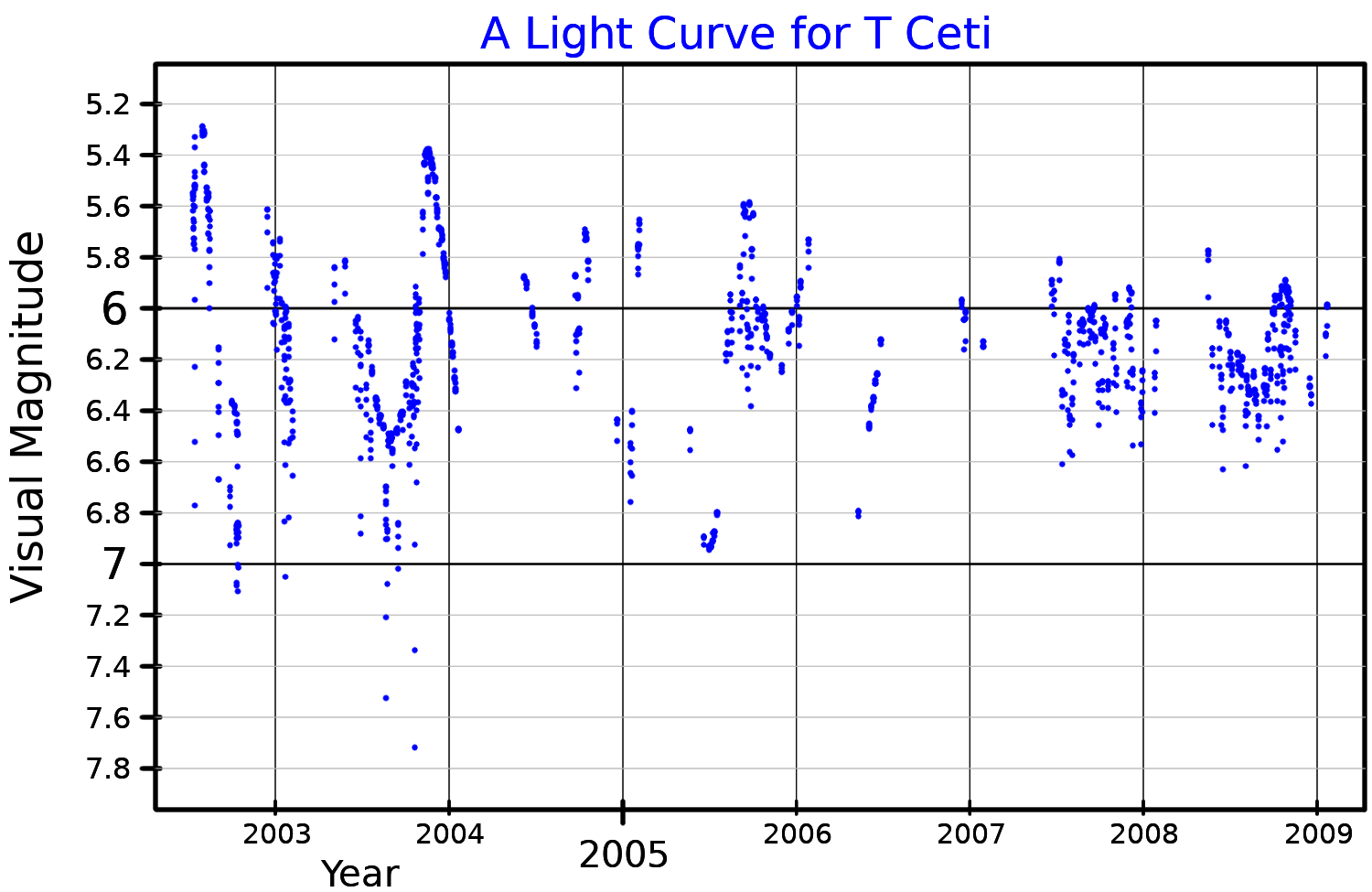
Curva de luz de T Ceti

T Ceti (T Cet / HD 1760 / HR 85) es una estrella variable de magnitud aparente media +5,74 situada en la constelación de Cetus. Se encuentra a 880 años luz del sistema solar.
T Ceti es una gigante luminosa de tipo espectral M5-6SIIe con una temperatura efectiva de 2400 K. Es una «estrella MS» que muestra características tanto de una estrella M como de una estrella S, así como una estrella de tecnecio, cuyo espectro revela la presencia de dicho elemento. Como otras estrellas similares pierde masa estelar, a razón de ~4,9×10-8 veces la masa solar por año, siendo el flujo de masa probablemente asimétrico. Su luminosidad bolométrica —considerando todas las longitudes de onda— es 13 900 veces superior a la luminosidad solar. Tiene un diámetro 318 veces más grande que el diámetro solar.
Catalogada como variable semirregular SRC —tipo de variables cuya representante más conocida es μ Cephei—, el brillo de T Ceti varía entre magnitud aparente +5,0 y +6,9 en un período de 158,9 días. Asimismo, parece existir un segundo período más largo de 298±3 días.